# Niclosamide

Structuur van niclosamide

Niclosamide is een geneesmiddel dat wordt gebruikt tegen lintworminfecties. Het molecuul is vele jaren geleden door de firma Bayer ontdekt en wordt onder andere onder de merknaam Yomesan in België en Nederland verkocht. De brutoformule is C13H8Cl2N2O4. Het is niet werkzaam tegen rondwormen.
Bij lintwormen ontkoppelt het de oxidatieve fosforylering. Het wordt oraal ingenomen en de belangrijkste bijwerkingen zijn op het maag-darmkanaal: buikpijn, misselijkheid, geen eetlust. Ook allergische reacties kunnen (na herhaalde blootstelling) optreden. De aanbevolen dosering voor een volwassene is twee gram ineens. Voor sommige lintwormen (hymenolepis nana) wordt een langere kuur aanbevolen; bij taenia solium wordt aanbevolen een paar uur na inname te laxeren om zelfbesmetting met de eieren te voorkomen.
Het staat op de lijst van onmisbare geneesmiddelen van de WHO.
In 2016 werd dit oude middel onderzocht op werkzaamheid tegen het zikavirus.